# 広島赤十字・原爆病院
広島赤十字・原爆病院（ひろしませきじゅうじ・げんばくびょういん）は、広島県広島市中区に所在する医療機関である。日本赤十字社が運営する病院である。
広島市への原子爆弾投下によって被災し、被爆後の医療拠点の一つとなったという歴史的経緯から原爆医療部門を持ち、原爆症（放射線障害）治療に対してのノウハウを多く持っている。広島県災害拠点病院にも指定されており、救護班6班、DMAT2チーム、日赤災害医療コーディネートチーム、原子力災害医療アドバイザー（2名）を擁している。

## 沿革
- 1939年（昭和14年）
  - 5月1日 - 日本赤十字社広島支部病院として開院。建物の設計は早稲田大学大隈講堂などを手がけた佐藤功一。
  - 5月8日 - 広島陸軍病院赤十字病院へ改称。
- 1943年（昭和18年）1月1日 - 広島赤十字病院へ改称。
- 1945年（昭和20年）8月6日 - 原爆に被災。
- 1956年（昭和31年）9月 - 広島赤十字病院の構内に日本赤十字社広島原爆病院（世界初の原爆被爆者医療専門病院[2]）を開院。
- 1988年（昭和63年）4月1日 - 広島赤十字病院と日本赤十字社広島原爆病院を統合し、広島赤十字・原爆病院へ改称。
- 1993年（平成5年）4月1日 - 老朽化のため旧建物を取り壊し。新病棟に移行。
- 2010年（平成22年）9月4日 - 創立70周年記念式典挙行。

## 診療科
- 一般部門
  - 内科
  - 神経内科
  - 循環器科
  - 呼吸器科
  - 消化器科
  - 小児科
  - 外科
  - 脳神経外科
  - 整形外科
  - リウマチ科
  - 産婦人科
  - 眼科
  - 耳鼻咽喉科
  - 皮膚科
  - 泌尿器科
  - 歯科口腔外科
  - 麻酔科
  - 放射線科
- 原爆医療部門
  - 原爆内科
  - 原爆外科
  - 原爆整形外科
  - 原爆放射線科

## 原爆と広島赤十字病院

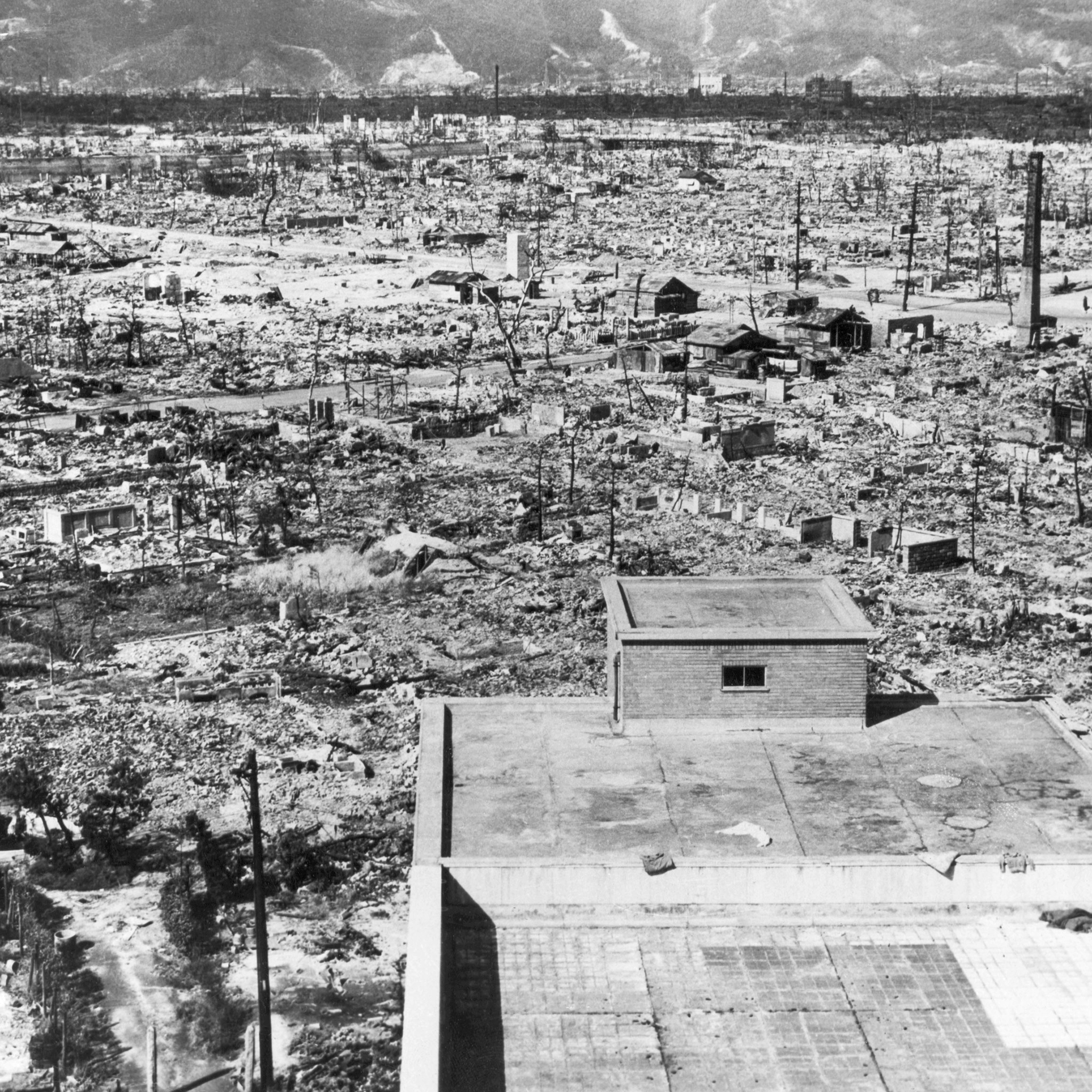
当病院より北西方向の被爆後の広島市。
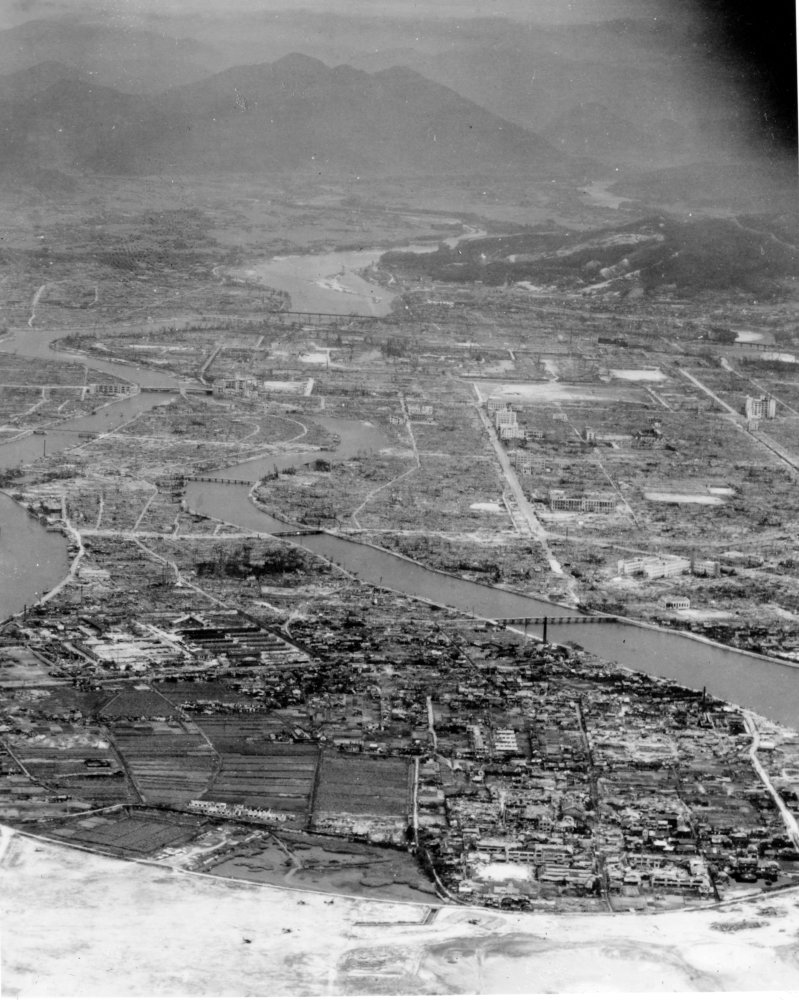
吉島から北方向を望む。写真中央右下の橋が南大橋であり、そこから右上の建物が日赤病院。
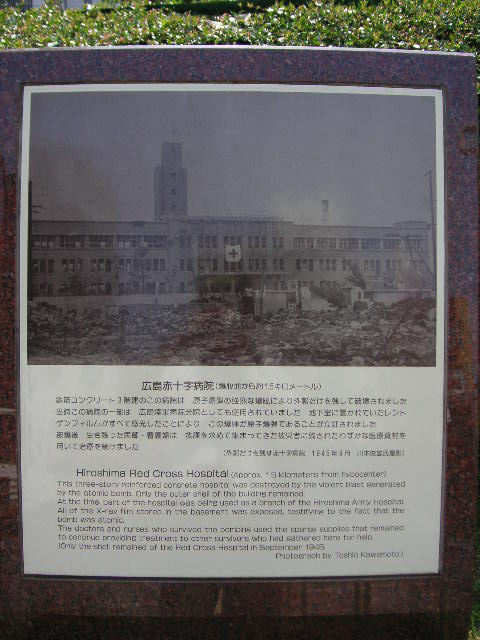
被爆後（1945年9月）の広島赤十字病院（市設置の説明板）
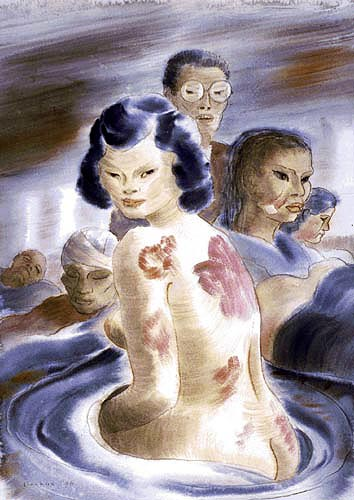
『広島、赤十字病院にて』 アメリカ海軍従軍画家スタンディッシュ・バッカス画、1946年

1945年8月6日の原爆被災に際し、広島赤十字病院（被爆時には陸軍病院分院を併設）は、爆心地より約1.6kmに位置し、RC構造3階建ての病棟は外郭を残して大破したが、類焼は免れることができた。病院が保管していたレントゲンフィルムが被爆によりすべて感光していたことなどから原子爆弾の使用が立証された。
赤十字病院では、直後から病院に押し寄せてきた被爆者への治療が開始された。院長の竹内釼は原爆投下により重傷を負っていたものの、救護活動につとめた。当時のスタッフには、のち院長に就任した若手医員の重藤文夫も含まれていた。爆心地に近い広島第一・第二陸軍病院本院や県立病院が壊滅していたこともあって、かろうじて診療機能を保っていた広島逓信病院（広島はくしま病院の前身）と共に、市街中心部における医療拠点の一つとなった。
爆風によりねじ曲がった窓枠や窓ガラスの破片が突き刺さった壁は、被爆当時の状態を示すものとして第二次世界大戦後も長く現場に保存されていた。しかし1993年の病院改築に当たり旧建物が取り壊されることになったため、広島市の被爆建物保存事業の第1号として、当該部分のみが切りとられ病院前・交差点近くの歩道に移設された。
2013年、病院の改築に伴い、道路を挟み140m先に設けられた「メモリアルパーク」に再移設された。

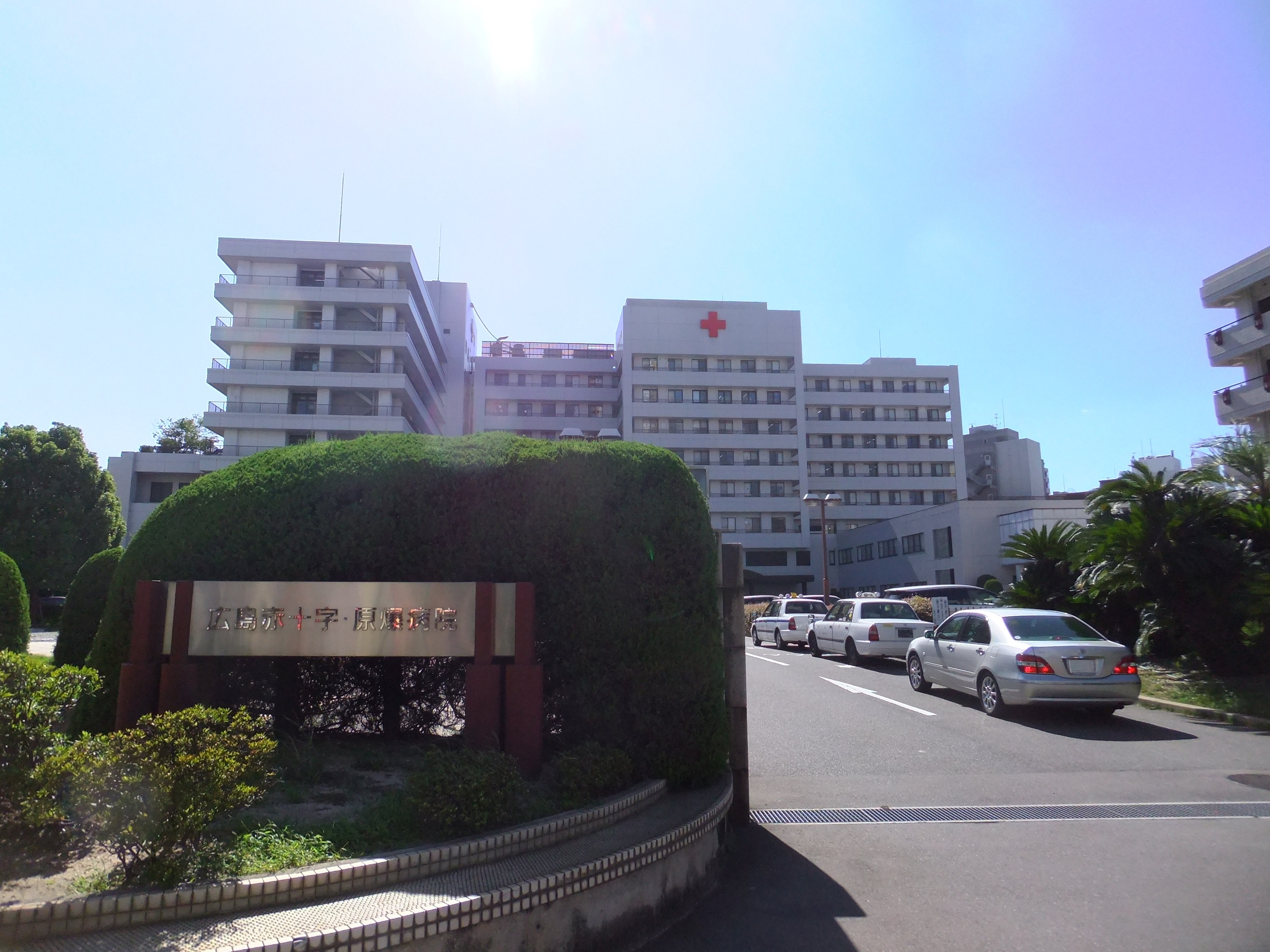
2015年の新病棟が完成するまでの病院
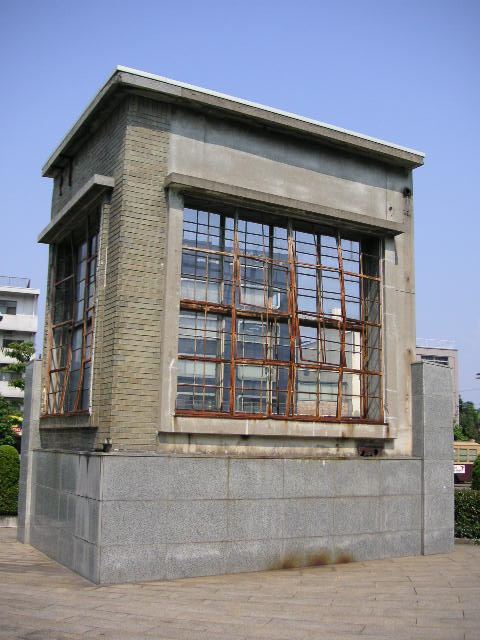
病院前に設置された原爆の爆風でゆがんだ鉄製の窓枠と建物の一部（移設前）
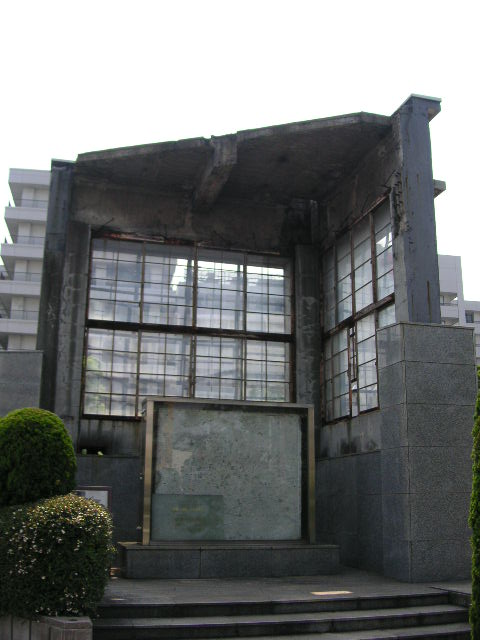
同じく原爆の爆風で窓ガラスの破片が突き刺さった跡が残る壁の一部（移設前）
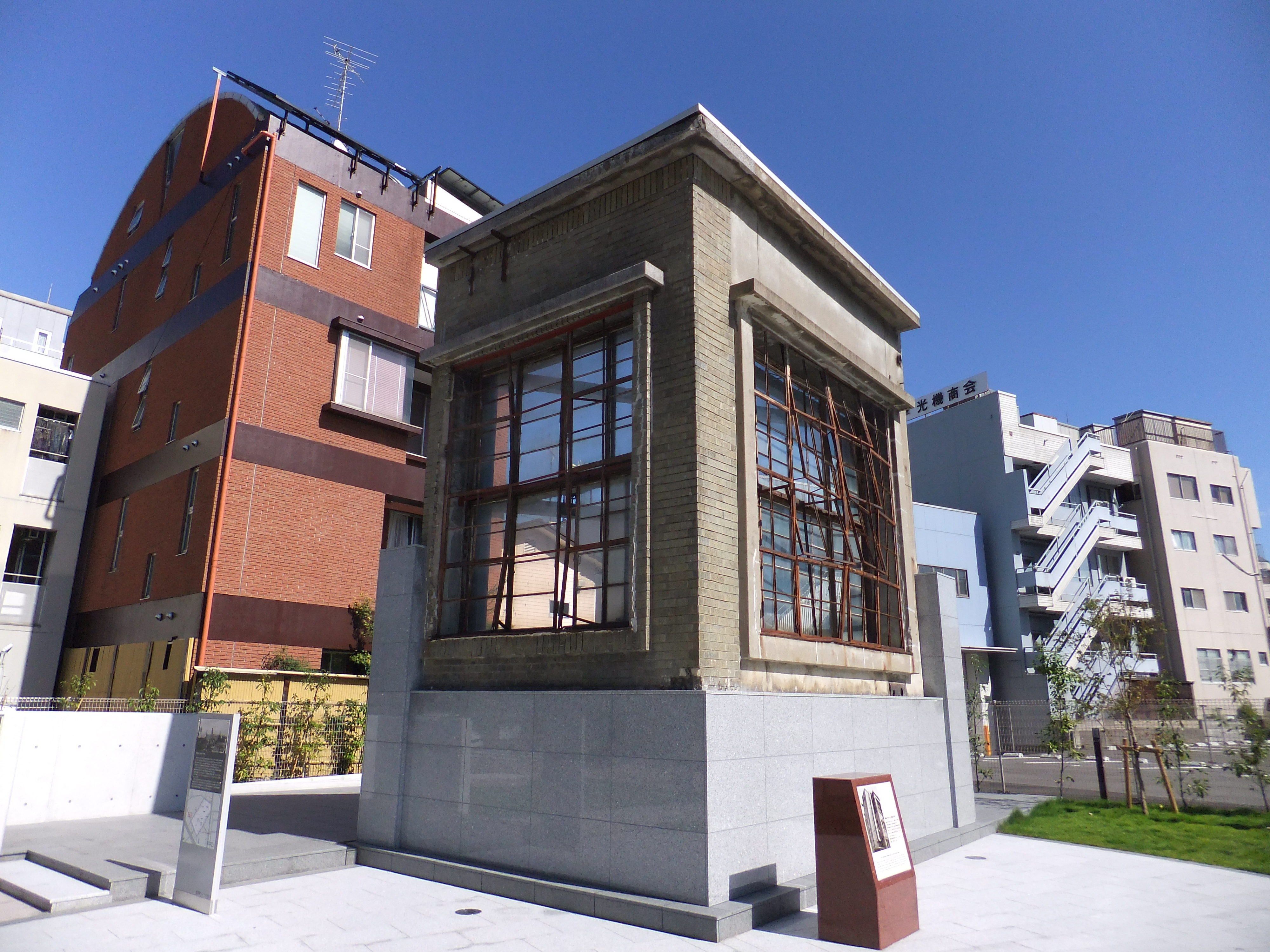
病院前に設置された原爆の爆風でゆがんだ鉄製の窓枠と建物の一部（移設後）
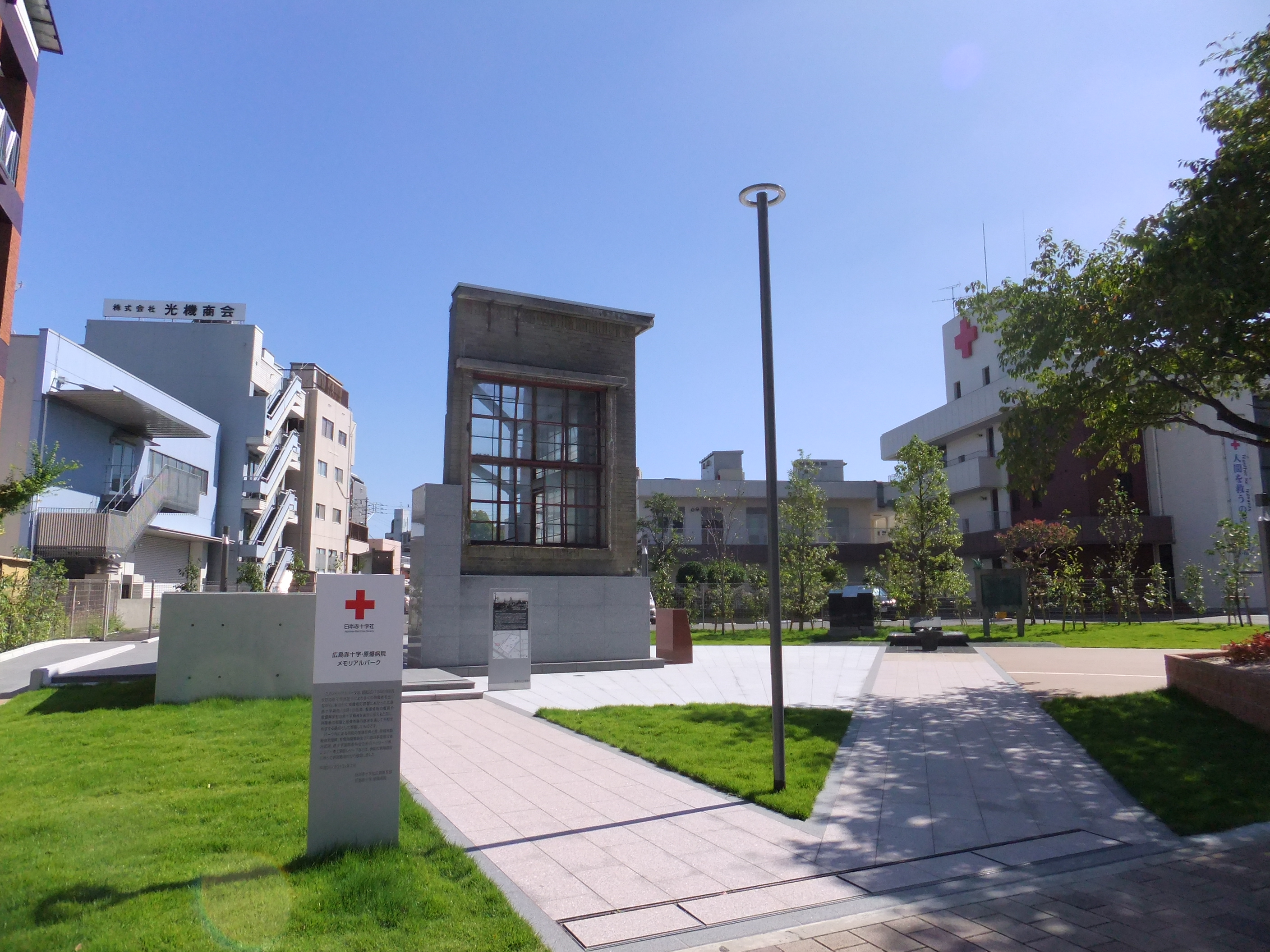
病院前に設置された原爆の爆風でゆがんだ鉄製の窓枠と建物の一部（移設後）

## ギャラリー

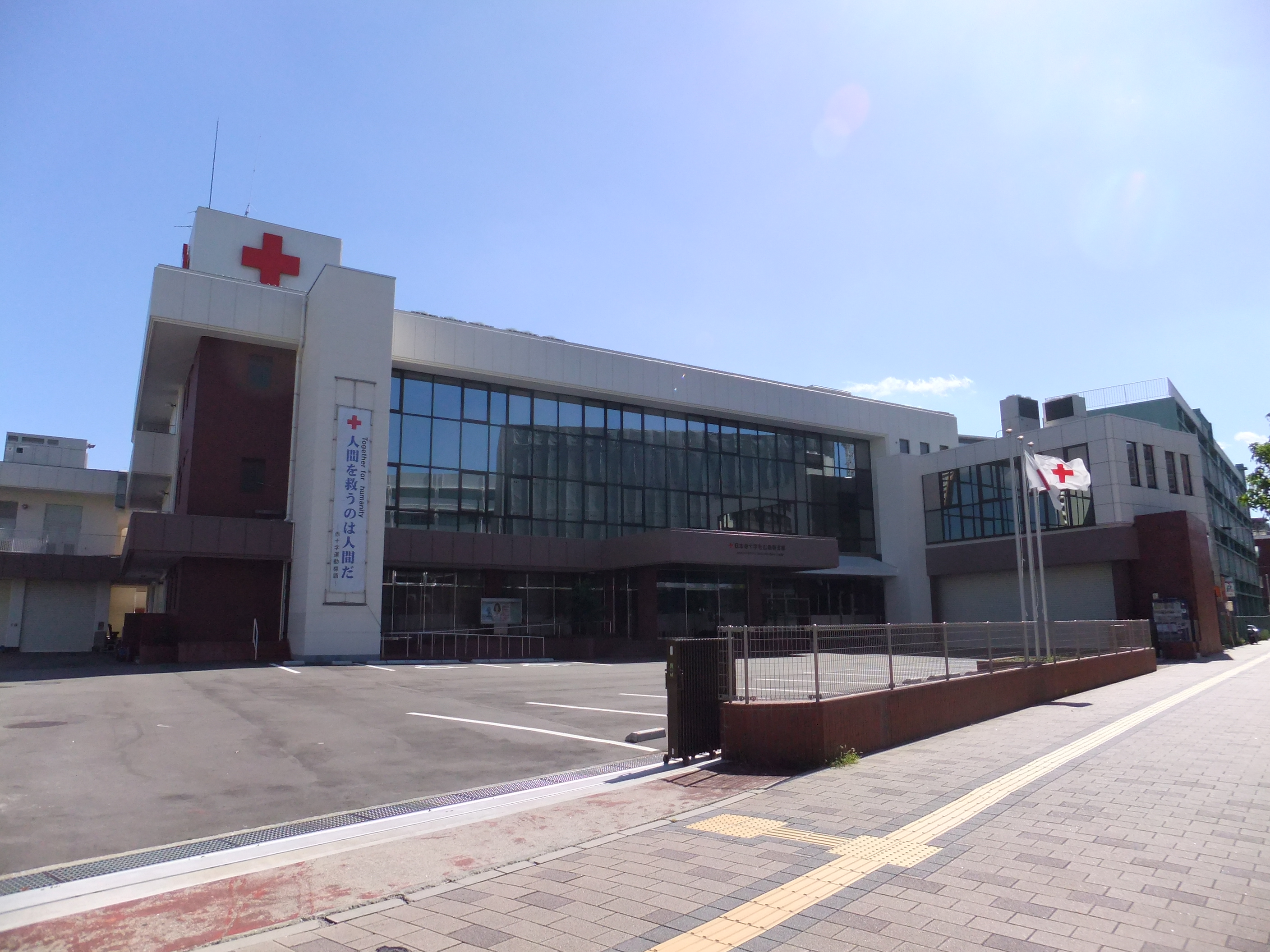
日本赤十字社広島県支部
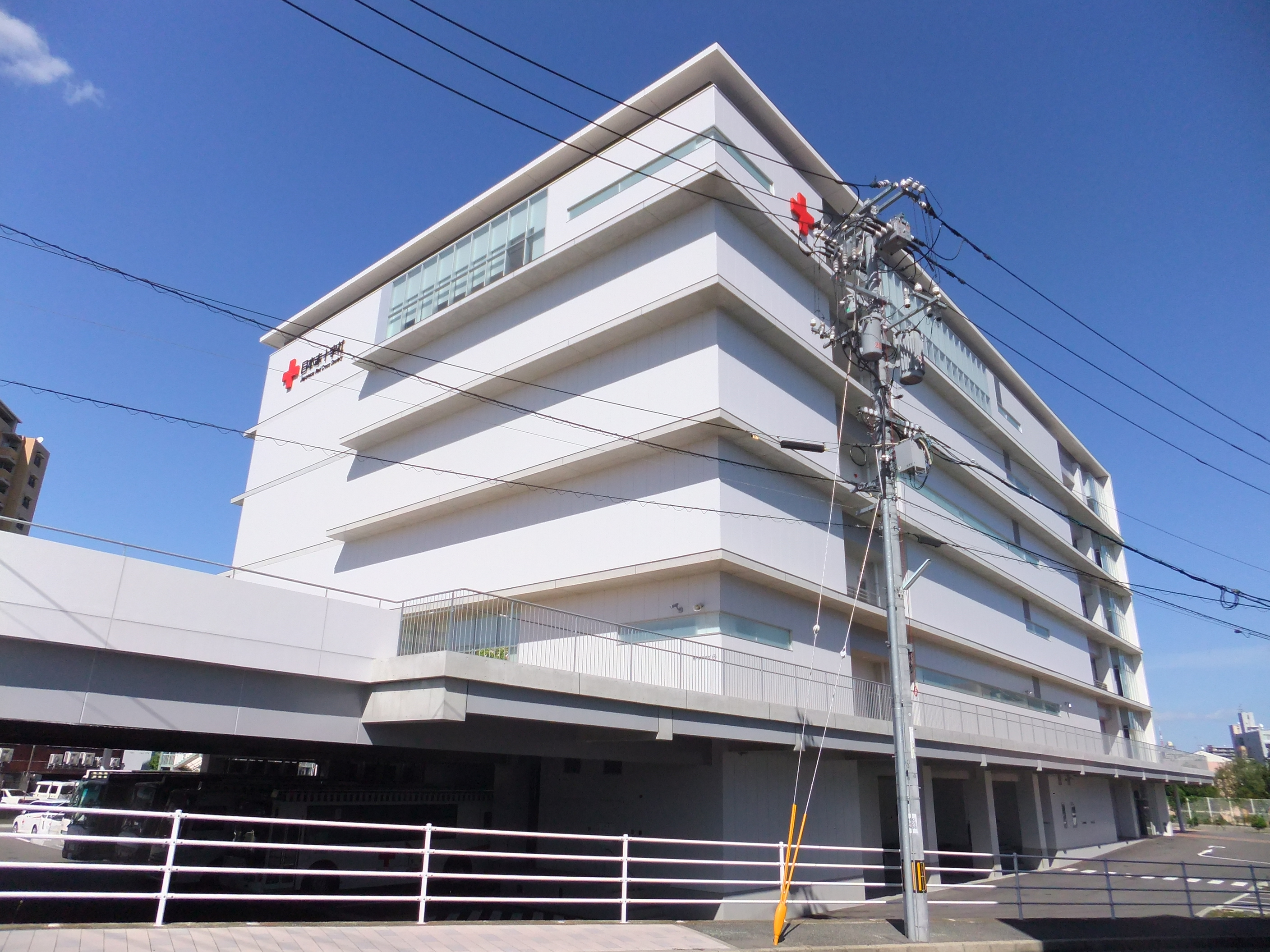
広島県赤十字血液センター

## 医療機関の指定等
（下表の出典）
| 保険医療機関                                   | 原子爆弾被害者指定医療機関               |
| 労災保険指定医療機関                           | 原子爆弾被害者一般疾病医療機関           |
| 指定自立支援医療機関（更生医療）               | 公害医療機関                             |
| 指定自立支援医療機関（育成医療）               | 母体保護法指定医の配置されている医療機関 |
| 指定自立支援医療機関（精神通院医療）           | 地域医療支援病院                         |
| 身体障害者福祉法指定医の配置されている医療機関 | 災害拠点病院（地域）                     |
| 生活保護法指定医療機関                         | 臨床研修病院                             |
| 結核指定医療機関                               | 臨床修練病院等                           |
| 指定養育医療機関                               | がん診療連携拠点病院                     |
| 指定療育機関                                   | 特定疾患治療研究事業委託医療機関         |
| 指定小児慢性特定疾病医療機関                   | DPC対象病院                              |
| 戦傷病者特別援護法指定医療機関                 |                                          |

- 救急告示病院（二次救急）[8]
- 広島DMAT指定医療機関[9]
- 広島県肝疾患診療支援ネットワーク専門医療機関[9]
- 肝炎インターフェロン治療指定医療機関[9]
- がんゲノム医療連携病院[10]
- 人間ドック・健診施設機能評価認定施設Ver.4.0[9]
- 子ども虐待等の相談・診療に関する協力基幹病院[9]
- 公益財団法人日本医療機能評価機構認定病院[11]
- このほか、各種法令による指定・認定病院であるとともに、各学会の認定施設でもある。

## 交通アクセス
- 広島電鉄宇品線（1号線・7号線など）日赤病院前電停下車、徒歩2分[12]
  - 1号線：広島駅・八丁堀・紙屋町方面 - 日赤病院前 - 県病院前・広島港方面
  - 7号線：横川駅・十日市町・紙屋町方面 - 日赤病院前 - 県病院前・広島港方面
- 日赤病院前バス停下車、徒歩3分
  - 301号,302号 まちのわループ（広電バス・広島バス・広島交通）：広島駅新幹線口・八丁堀方面 - 日赤病院前 - 県病院前・大学病院前・広島駅南口方面
  - 50号東西線（広島バス）：広島駅・平塚町方面 - 日赤病院前 - 吉島西・舟入南・観音新町・アルパーク方面
- 日赤病院西バス停下車、徒歩3分
  - 21-2号宇品線（広島バス）：広島駅・八丁堀・紙屋町方面 - 日赤病院西 - ベイシティ宇品・広島港方面